# 중산 공원 (타이베이시)

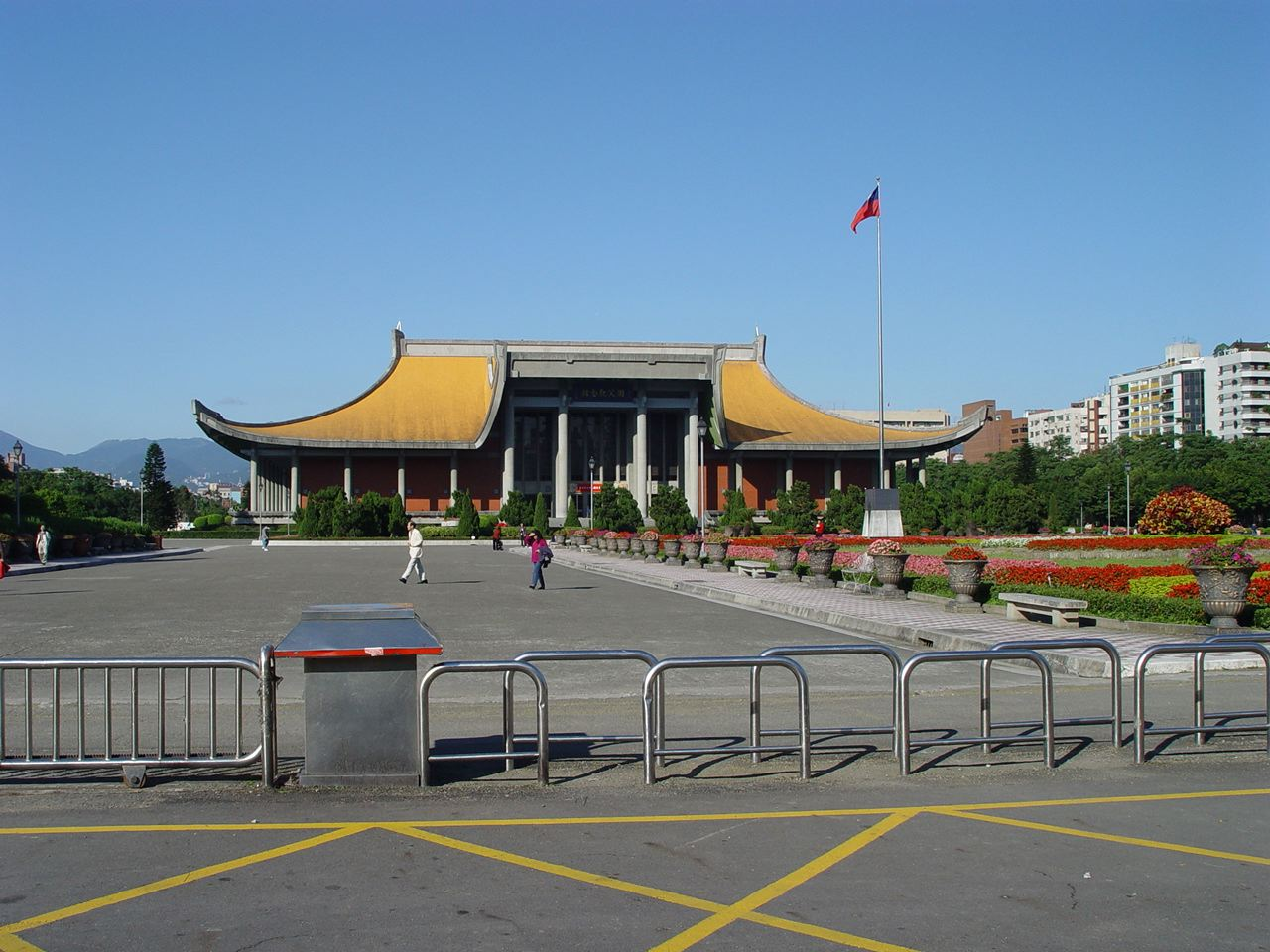
공원의 입구로, 국립국부기념관이 보인다.

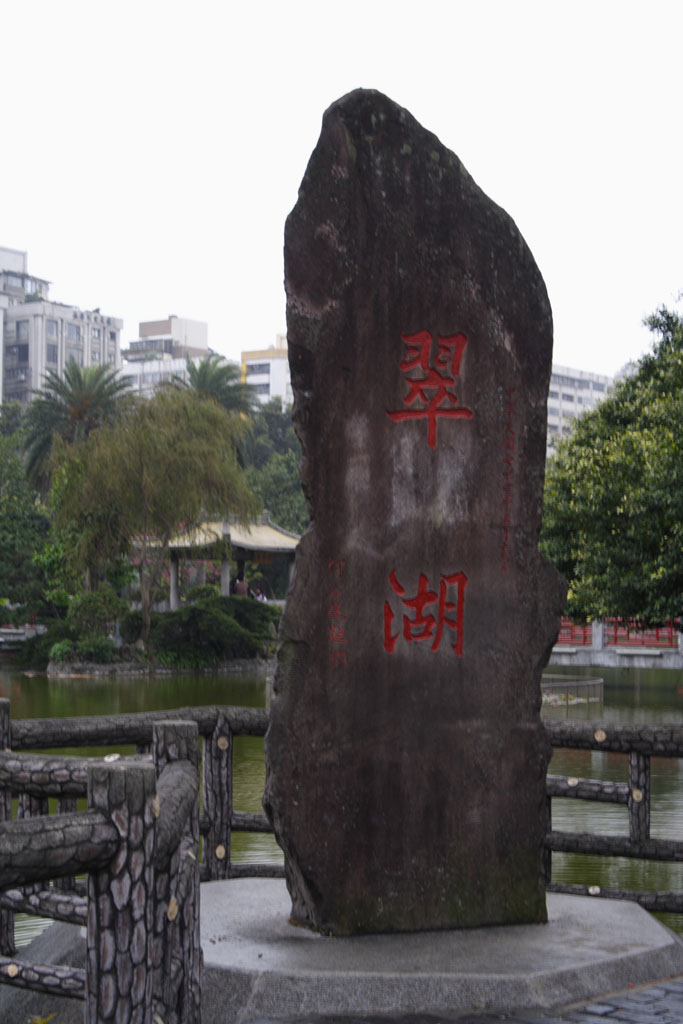
취호

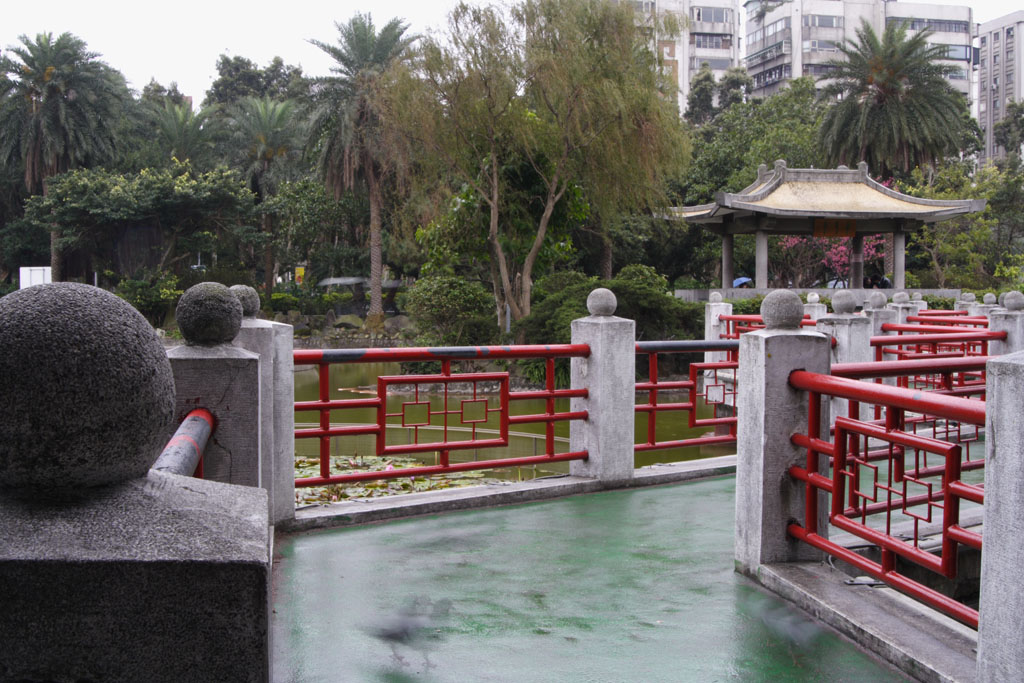
취향 정

중산 공원(중국어: 中山公園)은 대만 타이베이시 신이 구에 있는 공원 (중산 공원)이다. 공원의 이름은 쑨원의 호에서 유래한다. 공원 내에는 쑨원을 기념하는 국립국부기념관이 있으며, 중산 공원이 기념관 부지로 취급되는 경우도 있다.
공원은 면적은 11 헥타르이며, 콘크리트 포장된 공간의 주위에 식물과 물 공간이 마련되어 있다. 부지의 북서쪽에는 광복초등학교가 있다.

## 역사
기원은 일본 제국의 대만 통치 시대(대만일치시기)로 거슬러 올라간다. 타이베이시 구 계획에 이어 1932년 대타이베이 도시 계획에서 계획된 17개의 공원 중 하나가 현재의 중산 공원이다. 당시 계획은 제6호 공원으로 되어 있었다. 미국의 도시 계획에 영향을 받은 공원 계통의 일부로 계획된 것이며, 제2차 세계 대전 종결 후 정부가 바뀌고 나서 1947년 및 1951년 수정 도시 계획도 영향 받았다. 쓘원의 탄생 100주년을 기념하기 위해 공원은 1954년에 건설되었으나, 기념관은 1968년에 착공해 1972년 완공되었다. (쑨원은 1866년생)

## 구성
남쪽의 인애로(仁愛路)를 지나 원내에 들어가면 분수대 안쪽에 국립국부기념관이 있다. 기념관은 30.4m 높이의 건물로, 지붕은 노란색으로 착색되어 있다. 음양 이론을 응용 한 것으로, 노란색은 땅, 즉 그늘을 의미하고 있다고 한다. 박물관으로도 분류된다. 내부에는 30만권 이상을 소장하고 있으며, 도서관과 2,500명 규모의 극장도 있다. 위병 교대식도 매시간 0분에 진행되고 있다.
공원 내에 들어가자마자 인애로에 접하며, 정원이 있고, 야자수 등이 심어져 있는 가운데 취호(翠湖)라고 이름 붙여진 연못이 있다. 연못에는 향산 교(香山橋)라고 이름 붙여진 다리가 놓여져 있으며, 중간에 취향 정(翠亨亭)이라는 정자도 있다. 연못에는 잉어가 있으며, 육지에는 다람쥐와 새들도 서식하고 있다.

## 교통
타이베이 첩운 남선 (난항 선) 국부기념관 역에서 도보 3분 거리에 위치해 있다.